# SOUND+1
『SOUND+1』（サウンド・プラス・ワン）は、2009年5月1日から2010年3月13日まで、NHK衛星放送（BS2・BS-hi）で放送された音楽番組である。原則月1回放送（全10回）。
タイトルロゴはカラフルな楽譜の上に「soun♪+1」（dの部分が音符になっている）と表記されていた。

## 概要
2006年から3年にわたって放送した『響け!みんなの吹奏楽』の精神を継承している番組ではあるが、この番組では吹奏楽にとどまらずコーラスグループ、市民オーケストラ、ジャズ、ポップス、ロックなどといった幅広いジャンルにわたり、日本全国のアマチュア音楽活動を紹介する。
毎回、1組のアマチュア音楽グループの活動に密着し、そのグループに+1（プラス・ワン）としてそのジャンルに精通したプロミュージシャン1名を派遣し、コンサート（ライブ）を開く模様を放映していた。
毎回放送終了後にNHKオンデマンドにて有料配信されている。

## 放送時間
- BS 2：毎月最終金曜日 22:00 - 22:49（2009年5月1日 - 2010年3月12日）
- BS hi：BS2放送日の翌週金曜日 17:00 - 17:49（2009年5月8日 - 2010年3月19日）

## 放送履歴
| 回 | 初回放送日     | 自治体名       | 番組に出演した 音楽グループ名 | ジャンル               | Plus1        | 備考 |
| -- | -------------- | -------------- | ----------------------------- | ---------------------- | ------------ | ---- |
| 1  | 2009年5月1日   | 兵庫県加古川市 | インチウォーム                | ゴスペル風合唱団       | つのだ☆ひろ  |      |
| 2  | 2009年5月29日  | 大阪市淀川区   | ザ・直球サプライズ            | ロックバンド           | うじきつよし |      |
| 3  | 2009年7月24日  | 千葉県鴨川市   | 鴨川少年少女合唱団            | 少年少女合唱団         | 加藤登紀子   |      |
| 4  | 2009年8月28日  | 愛知県名古屋市 | 名古屋西高等学校「音見習」    | 高校の三味線部         | 吉田兄弟     |      |
| 5  | 2009年10月30日 | 東京都         | ピンクフラミンゴ              | 昭和歌謡のコピーバンド | 小林幸子     |      |
| 6  | 2009年11月27日 | 静岡県静岡市   | 長田西中学校吹奏楽部          | 中学校の吹奏楽部       | 平原綾香     |      |
| 7  | 2009年12月25日 | 栃木県小山市   | 白鷗大学ハンドベルクワイア    | ハンドベル             | 千住真理子   |      |
| 8  | 2010年1月22日  | 北海道室蘭市   | 鶴ヶ崎中学校ジャズバンド部    | 中学校のビッグバンド部 | 日野皓正     |      |
| 9  | 2010年2月19日  | 長野県長野市   | 長野リコーダー倶楽部          | リコーダークラブ       | 小松亮太     |      |
| 10 | 2010年3月12日  | 山口県山口市   | スターダスト☆ビッグバンド     | ジャズバンド           | 八代亜紀     |      |

## スペシャルコンサート
前身番組「響け!みんなの吹奏楽」時代からの継承として、本番組でもスペシャルコンサートが催された。
2009年9月23日に東京厚生年金会館（東京都新宿区）にて「SOUND+1 吹奏楽スペシャル2009・コンサート」と題して開催された。当日は江崎史恵が司会を担当。全国のアマチュア音楽家100人が吹奏楽団として出演し、ゲストとして伊東たけし（サックス）、須川展也（サックス）、角田健一（トロンボーン）、工藤重典（フルート）、金聖響（指揮）が出演した。
なお、当日の模様は11月13日22:00 - 24:00にBS2で放送された。